# 多路径干扰
多路徑干擾（Multipath interference）是一无线通信领域名詞，指无线电信号分割為二或多個訊號的副本，经过複數以上的路径抵达接收天线，有時在特定的狀態下，這些訊號波會產生干涉。大气层对电波的散射、电离层对电波的反射和折射，以及山峦、建筑等地表物体对电波的反射都会造成多径传播。無線電視收訊時的鬼影（ghosting）現象，就是一種常見的多徑干擾具體表現。

### 多徑的效應
無線傳輸環境中無線電波會受到週遭的物體反射產生數個反射波，我們稱之為多重路徑波(multipath wave)，這些多重路徑波之間到達接收端會有些許的時間差，當延遲時間過長的時候甚至會干擾到下一個傳送訊號，造成符號間干擾。同時因為每個反射波通過的路徑不同，會影響其到達接收端時的相位以及振幅，所以接收天線混合這些訊號時，在相位以及振幅會有失真的現象，稱為「衰落」。除了時間的延遲會造成訊號的衰落外，傳送端與接收端以及週遭物體的移動速率也會對衰落的特性造成影響。
多径会导致信号的干擾和衰落。瑞利衰落就是一种冲激响应幅度服从瑞利分布的多径信道的统计学模型。对于存在直射信号的多径信道，其统计学模型可以由莱斯衰落描述。

### 符號間干擾
符號間干擾（Intersymbol interference, ISI）是電信信號失真的一種，也就是發生在符號間彼此相鄰的干擾。前後的符號成為一種噪聲，這是一種不良現象，使通信的可靠性降低。在一般情況下，ISI是由於多徑和傳輸頻道的頻率非線性特性而發生。若要改善符號間干擾，可用適應等化或錯誤檢測校正方法。